# Emile Santiago
Emile Santiago (* 21. Februar 1899 in Bloomsburg, Pennsylvania; † 23. Juni 1995) war ein US-amerikanischer Kostümbildner, der bei der Oscarverleihung 1954 einen Oscar für das beste Kostümdesign in einem Farbfilm gewann.

## Leben
Santiago wirkte lediglich bei einigen wenigen Filmen als Kostümbildner mit und gewann 1954 zusammen mit Charles Le Maire einen Oscar für das beste Kostümdesign in einem Farbfilm, und zwar in dem Monumentalfilm Das Gewand (1953) von Henry Koster mit Richard Burton, Jean Simmons und Victor Mature in den Hauptrollen.

## Filmografie
- 1952: Androkles und der Löwe (Androcles and the Lion)
- 1953: Salome
- 1953: Das Gewand
- 1955: Aus dem Leben einer Ärztin
- 1958: Big Country

## Auszeichnungen
- 1954: Oscar für das beste Kostümdesign